# Passiflora mathewsii
Passiflora mathewsii är en passionsblomsväxtart som först beskrevs av Masters, och fick sitt nu gällande namn av Ellsworth Paine Killip. Passiflora mathewsii ingår i släktet passionsblommor, och familjen passionsblomsväxter. Inga underarter finns listade i Catalogue of Life.